# Gråsten Vandtårn
Gråsten Vandtårn er et tidligere vandtårn beliggende i Gråsten.

## Historie
Tårnet blev i 2000'erne købt af læge og redaktør Peter Winding, som besluttede sig at renovere det. På det tidspunkt havde der ellers været planer om en nedrivning, selvom tårnet tjener som et vartegn i byen. Det er nu (2011) ved at være færdigrenoveret. Der bliver, modsat Middelfart Vandtårn (kaldet La Tour, som Peter Winding også har renoveret), ingen soveværelser i tårnet, men forskellige etager, hvor der kan afholdes møder til maksimalt 24 personer. Højst oppe er der en flot udsigt ud over havet. Tårnet er tænkt som et eksklusivt forsamlingshus for borgere i Sønderjylland.

## Arkitektur
Tårnet er et typisk syddansk vandtårn opbygget med en cylinder i røde mursten nederst og en lidt bredere cylinder ovenpå indeholdende vandtanken. Taget er koberplader og på toppen prydes det af en vindfløj, der forestiller en hane. Nederste modul har fire vinduer over hinanden på tårnets fire "sider" – bortset fra hvor døren sidder. Efter renovering har den øverste del også fået isat vinduer.

## Omgivelser
Tårnet ligger for enden af en villavej tæt op af skov.